# Лютикоцветные
Лютикоцве́тные (лат. Ranunculáles) — по современной классификации APG IV порядок цветковых растений, включающий по состоянию на июнь 2024 года 7 семейств, 202 рода и 6 118 ботанических видов. Порядок входит в дочернюю кладу Эвдикоты клады Цветковые растения.

## Ботаническое описание
Семейства порядка Лютикоцветные представлены преимущественно травянистыми растениями, реже древесными лианами, кустарниками и даже небольшими деревьями. Ксилема всегда содержит сосуды, как правило, с простыми и очень редко - с лестничными перфорационными пластинками. Листья обычно очередные, без прилистников.
Цветки энтомофильные или даже орнитофильные, реже анемофильные. Чаще всего обоеполые, реже однополые, спиральные, гемициклические или циклические, пентамерные, тримерные, димерные и очень редко мономерные. Околоцветник простой или двойной, актиноморфный или реже зигоморфный. Лепестки при основании часто с нектарником или парой нектарников, свободные или редко сросшиеся. Иногда цветки без околоцветника. 

## Классификация
В системе Кронквиста (1981) этот порядок состоял из следующих семейств:
- Барбарисовые (Berberidaceae)
- Цирцеастровые (Circaeasteraceae)
- Кориариевые (Coriariaceae)
- Лардизабаловые (Lardizabalaceae)
- Луносемянниковые (Menispermaceae)
- Лютиковые (Ranunculaceae)
- Сабиевые (Sabiaceae)
- Сарджентодоксовые (Sargentodoxaceae)

В современной таксономической системе классификации цветковых растений APG IV (2016) этот порядок включает 7 семейств:
- Барбарисовые (Berberidaceae) — 13 родов, 747 видов
- Цирцеастровые (Circaeasteraceae) — 2 монотипных рода Цирцеастер и Kingdonia
- Эвптелейные, или Эуптелейные (Eupteleaceae) — монотипное, с одним родом Эуптелея и 2 видами
- Лардизабаловые (Lardizabalaceae) — 7 родов, 40 видов
- Луносемянниковые (Menispermaceae) — 72 рода, 555 видов
- Маковые (Papaveraceae) — 46 родов, 1 035 видов
- Лютиковые (Ranunculaceae) — 53 рода, 3 709 видов

### Таксономическое положение
- Ranunculales Juss. ex Bercht. & J. Presl, 1820, Prir. Rostlin 215

Порядок Лютикоцветные включается в дочернюю кладу Эвдикоты клады Цветковые растения. Таксономическая схема в соответствии с Системой APG IV по состоянию на июнь 2024 года:
|  |                          |  |                                   | порядок Лютикоцветные |  | 7 семейств |  | 202 рода |  | 6 118 видов |
|  |                          |  |                                   | порядок Лютикоцветные |  | 7 семейств |  | 202 рода |  | 6 118 видов |
|  | клада Цветковые растения |  |                                   |                       |  |            |  |          |  |             |
|  |                          |  |                                   |                       |  |            |  |          |  |             |
|  |                          |  | ещё 63 порядка цветковых растений |                       |  |            |  |          |  |             |
|  |                          |  |                                   |                       |  |            |  |          |  |             |